# Белен (Мюнстер)
Беле́н (нем. Beelen) — община в Германии, в земле Северный Рейн-Вестфалия.
Подчиняется административному округу Мюнстер. Входит в состав района Варендорф. Население составляет 6287 человек (на 31 декабря 2010 года). Занимает площадь 31,35 км².

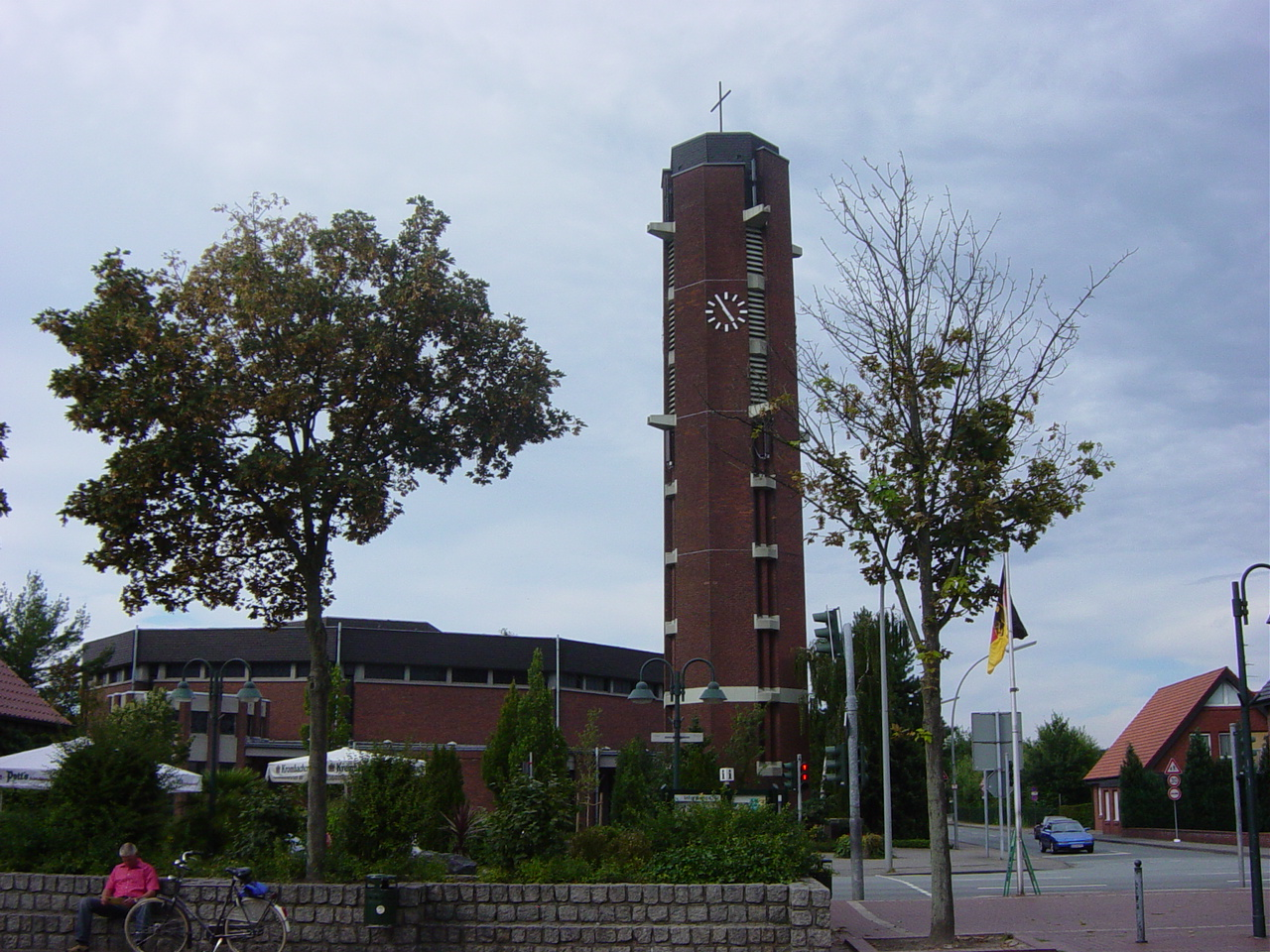
Белен